# 市販ソフトウェア
市販ソフトウェア（しはんソフトウェア）とは、ソフトウェア開発に携わっている企業および会社が有料で販売しているソフトウェアを指す。パソコンショップや電化製品店など、店頭に置かれているパッケージソフトウェア（パッケージ）のほとんどはこれに該当する。
ネットワークで配布されているシェアウェアと違い、市販ソフトは媒体（CD-ROMやフロッピーディスクなど）や説明書などが1つのパッケージに納められて販売されるのが一般的である。また市販ソフトの値段は安いものから高いものまでさまざまであるが、マイクロソフト社のWindowsやOfficeなどの代表的なビジネスソフトには、アカデミックパッケージと呼ばれる教育機関に所属する人（学生や教職員など）を対象に特別価格で販売されているものもある。